# 21st Division (Singapur)
Die 21st Singapore Division ist eine Division der Singapore Army.

## Gliederung
Die Division gliedert sich in folgende Verbände:
- 7th Singapore Infantry Brigade
- 13th Singapore Infantry Brigade
- 15th Singapore Infantry Brigade
- 21st Divisional Artillery
- 21st Signal Battalion
- 21st Divisional Support Command
- 18th Divisional Air Defense Artillery Battalion
- Combat Engineer Battalion

## Besonderheiten
Je eine Brigade ist für Luftlandeunternehmungen bzw. amphibische Kriegsführung ausgebildet.